# Pluto, Figaro e il maglione
Pluto, Figaro e il maglione (Pluto's Sweater) è un film del 1949 diretto da Charles A. Nichols. È un cortometraggio animato della serie Pluto, prodotto dalla Walt Disney Productions e uscito negli Stati Uniti il 29 aprile 1949, distribuito dalla RKO Radio Pictures. A partire dagli anni novanta è più noto come Il maglione di Pluto.

## Trama
Minni ha appena finito di sferruzzare un maglione, che Pluto pensa che sia per sé stessa, ma Figaro gli fa capire che il maglione è per lui. Preoccupato, Pluto esce dalla stanza alla chetichella e si rifugia sotto un divano. Tuttavia Minni riesce a trovarlo (grazie anche alla complicità di Figaro), lo tira fuori e gli fa indossare il maglione mentre il gatto se la ride. Poco dopo Minni manda fuori Pluto con la forza, nonostante lui non voglia: dopo aver cercato ripetutamente di rientrare in casa invano, Pluto viene deriso da un gruppo di cani (tra cui Butch). Per non farsi vedere in giro, Pluto decide di rifugiarsi in un prato lì vicino, dove cerca di togliersi il maglione. Dopo averci provato in ogni modo senza riuscirci, Pluto cade con il maglione in un laghetto e, una volta uscito dall'acqua, l'indumento comincia a restringersi finché non gli rimane incastrato sulla faccia. Nel frattempo Minni sta leggendo un libro horror, quando arriva Pluto con il maglione sulla faccia, spaventando lei e Figaro. Poco dopo Minni riconosce il suo cane, ma quando vede il maglione ristretto glielo toglie dalla faccia e comincia a piangere disperata. Pluto si sente dispiaciuto per aver rovinato il maglione, ma vedendo Figaro ridere pensa che l'indumento adesso potrebbe andare bene a lui così lo fa notare a Minni. Quest'ultima smette di piangere e va da Figaro per mettergli il maglione, con suo grande disappunto, mentre Pluto se la ride.

## Distribuzione

### Edizioni home video

#### VHS
- Le avventure di Pluto (gennaio 1985)[2]
- Le avventure di Pluto (febbraio 1990)[3]

#### DVD
Il cortometraggio è incluso nel DVD Topolino che risate! - Volume 2.